# Котова, Нина Ивановна
Нина Ивановна Котова (род. 1969) — российско-американская виолончелистка и композитор. Лауреат международного конкурса. Дочь контрабасиста Ивана Котова.

## Биография
Окончила Центральную школу в классе профессора Игоря Ивановича Гаврыша по классу виолончели и в классе Виолетты Павловны Петровой по классу фортепиано, а также Московскую консерваторию в классе Валентина Фейгина по виолончели и Нины Мусинян по фортепиано. В 1985 г. удостоена Первой Премии на юношеском международном конкурсе в Праге. С 1989 года училась в Германии у Бориса Мироновича Пергаменщикова, удостоена дипломами бакалавра с отличием «summa cum laude» и магистерским дипломом исполнительского искусства. Стажировалась по композиции с учеником Аарона Копленда Майклом Шелли в штате Индиана, училась в Йельском университете.
Начала международную исполнительскую карьеру с концерта в пражском Зале Сметаны (1986),  в лондонском Wigmore Hall (1996) и в Барбикан-холле., была примечена звукозаписывающей компанией Philips Records. В 1999 году выпустила дебютный диск с камерными миниатюрами русских композиторов, на протяжении семи недель входивший в чарт еженедельного журнала Billboard как один из наиболее популярных и продающихся музыкальных альбомов в США.
В качестве ведущей топ-модели являлась рекламным лицом многих брендов и журналов, таких как Mademoiselle, Vogue, Cosmopolitan, W Magazine, Vichy, Gitano Jeans, Fani Gioielli и др., участвовала в показах мод в США, Италии и в Японии, включая показы мод дизайнеров Missoni,Yohji Yamamoto, Tom Ford, Gucci, Ungaro, Chanel и др...
Широкую известность виолончелистка получила в 1999 году- дебют Котовой в нью-йоркском Карнеги-холл был анонсирован статьями в журналах Newsweek и Time, назвавшие её «музыкантом высокой серьёзности и подлинного таланта».
В 2003 году стала одним из основателей музыкального фестиваля «Под Солнцем Тосканы» (англ. Tuscan Sun Festival) в итальянском городе Кортона, а в 2005 году — основателем фестиваля «Del Sole» в Калифорнии..
В 2007 году участвовала в концерте «Шедевры скрипичного искусства на Красной площади» вместе с Хилари Хан, Джошуа Беллом, Пинхасом Цукерманом.
Котова выступает с концертами по всему миру и сотрудничает с ведущими мировыми дирижёрами, среди которых, в частности, Владимир Федосеев, Антонио Паппано, Владимир Юровский, с оркестрами, включая Чешскую Филармонию, Российский Национальный Оркестр, Большой Симфонический Оркестр им. Чайковского, Государственный Академический Симфонический Оркестр России, Филармонию Китая, Королевскую Филармонию и Королевский Оперный Оркестр Ковент Гарден,Симфонический Оркестр BBC, Лондонский Симфонический Оркестр, Оркестр Maggio Musicale Fiorentino, Будапештский Симфонический Оркестр, Филармонию Гонг-Конга, Гюлбенкян Симфонический Оркестр и Оркестр Моцартеума в Зальцбурге, для Императорской семьи Японии, для королевской семьи в Букингемском дворце в Лондоне, в залах Концертгебау в Амстердаме и в Берлинской Филармонии, в собственной концертной серии с сольными концертами в Карнеги Холле.
Нина Котова оказывает активную поддержку продвижению современной классической музыки и является первым исполнителем сочинений для виолончели с оркестром и камерных сочинений таких композиторов как Джон Лешнофф, Майкл Найман, Дмитрий Смирнов, Елена Фирсова. В 2009 году в исполнении Котовой состоялась премьера написанного специально для неё Концерта для виолончели с оркестром Кристофера Теофанидиса (с Далласским симфоническим оркестром под управлением Япа ван Зведена); пресса оценила выступление Котовой как убедительное, отметив, что она «управляла экстремальными сложностями концерта с огромным воодушевлением».
В 2011 году во Флоренции Нина Котова и Барретт Уиссман были удостоены наградой от Тоскано-Американской ассоциации за вклад в развитие культурных отношений между Италией и Соединёнными Штатами Америки.
Премьера первого виолончельного концерта Нины Котовой состоялась в 2000 году в Сан-Франциско, с композитором в роли солиста (Женский филармонический оркестр под управлением Апо Сюй). По мнению обозревателя «San Francisco Chronicle», «как Вольфганг Рим в 1974-м, Котова в 2000-м бросает вызов эмоциональной аскетичности модернизма конца прошлого столетия и новой простоте самоновейшей музыки: её виолончельный концерт — сложное и захватывающее приключение. И ещё одно есть в её новой работе: сильная и полная противоречий любовь к русским корням».
В музыкальных спектаклях и в проектах для поддержки окружающей среды Нина Котова сотрудничает с такими актёрами и артистами как Роберт Редфорд, Джереми Айронс, Чарльз Дэнс, Джон Малкович и Стинг.
В 2006—2008 годах Котова преподавала в Техасском университете в Остине класс виолончели, композиции и камерного ансамбля в должности «Artist in Residence».
С 2021 года — соучредитель концертной серии в замках Италии Domus Artium.
Пресса и телевидение продолжают с интересом следить за творчеством виолончелистки, в публикациях и на обложках журналов The Strad, Vogue , Elle, Ридерз Дайджест, Gramophone , The Wall Street Journal, HuffPost, Classic FM Magazine, Venerdi , Hello!, Harper’s Bazaar , в телевизионных передачах Breakfast with the Arts, Чарли Роуз шоу, на Sky Group и др.
В дискографии Котовой выделяется Концерт для виолончели с оркестром Антонина Дворжака (компания Sony): в связи с этой записью критик «The Sunday Times» отмечал «яркий тон и очаровательно порывистую манеру» виолончелистки. Запись Вокализа Сергея Рахманинова в собственной аранжировке Котовой для виолончели с оркестром, исполненная ею вместе с Московским камерным оркестром под управлением Константина Орбеляна, была выпущена в 2003 году в составе сборника «Мастера смычка» (компания Deutsche Grammophon), посвящённого выдающимся струнным исполнителям последних 50 лет (вместе с записями Пабло Казальса, Пьера Фурнье, Мориса Жандрона, Яноша Штаркера и др.). Среди записей Котовой произведения Эрнеста Блоха и собственный виолончельный концерт, запись 6-ти сольных Сюит Иоганна Себастьяна Баха, для виолончели Solo, а также альбом Рахманинов — Прокофьев: Русские Сонаты, записанный с пианистом Фабио Бидини, (компания Warner Classics). В 2017 году выходит диск компании Delos Records «Нина Котова играет Чайковского», в исполнении с Большим симфоническим оркестром имени П. И. Чайковского под управлением Владимира Федосеева, а в 2021 году вышла запись «Romantic Recital» на фирме Warner Classics с пианистом Jose Feghali, золотым медалистом конкурса Вана Клиберна.
Как артистка, Нина Котова фигурирует в книгах ведущих фотографов, таких как Clive Arrowsmith, «Arrowsmith: Fashion, Beauty &» и Теннисон Джойс, «Joyce Tenneson: Trasformations»

## Дискография
- Nina Kotova — Chopin, Faure, Falla, Glazunov, et al. with the Moscow Chamber Orchestra; Constantine Orbelian, conductor- Philips Records, 1999
- Bloch, Bruch, Kotova: Nina Kotova-Cello Concerto with Philharmonia of Russia; Constantine Orbelian, conductor- Delos Productions, 2002
- Masters Of The Bow — Cello (2 CD) — Deutsche Grammophon, 2003
- Dvorak: Cello Concerto in B minor, Op. 104 with Philharmonia Orchestra; Andrew Litton, conductor — Sony Classical, 2008
- Bach: 6 Suites for Cello Solo (2 CD) — Warner Classics, 2014
- Rachmaninov — Prokofiev: Cello Sonatas with Fabio Bidini, pianist — Warner Classics, 2017
- Nina Kotova Plays Tchaikovsky with Tchaikovsky Symphony Orchestra; Vladimir Fedoseyev, conductor — Delos Productions, 2017
- Romantic Recital: Nina Kotova with Jose Feghali, pianist — Warner Classics, 2021
- Solo Cello- Delos, 2023